# Seaquest (jeu vidéo)
Pour la série télévisée, voir SeaQuest, police des mers.
Seaquest  est un jeu vidéo de Shot'M Up développé par Steve Cartwright et publié par Activision en 1983 sur Atari 2600. Le joueur est aux commandes d’un sous-marin chargé de récupérer des plongeurs qui explorent les fonds marins à la recherche d’un trésor. Pour mener à bien sa mission, le sous-marin doit régulièrement faire surface afin de ramener les plongeurs à l’air libre et de renouveler ses provisions d’oxygène. Il doit de plus faire face à des requins, qui tentent de manger les plongeurs, et à des sous-marins ennemis, qui utilisent des torpilles pour tenter de le détruire et qui peuvent faire appel à un cuirassé pour empêcher le sous-marin du joueur de faire surface,. Le joueur gagne des points, en fonction du nombre de requins et de sous-marins détruit, lorsqu’il parvient à ramener six plongeurs d’un coup à la surface. Il gagne également des points supplémentaires s’il y parvient alors que ses réserves d’oxygènes sont encore pleines. S’il fait surface avec moins de six plongeurs pour renouveler ses provisions d’oxygène, il perd un de ses plongeurs,. Le jeu peut se joueur seul ou à deux. Dans ce dernier cas, les deux joueurs jouent chacun à leur tour après la perte d’un sous-marin.